# Ponts de Chirundu
Les ponts de Chirundu consistent en un ensemble de deux ponts routiers franchissant le fleuve Zambèze entre la petite ville de Chirundu en Zambie et le village de Chirundu au Zimbabwe. À cet endroit, à environ 65 km en aval du barrage de Kariba, la rivière a une largeur d'environ 400 m. Les ponts font partie du tronçon Harare - Lusaka de la Grande route du Nord, qui relie l’Afrique du Sud à l’Afrique de l’Est et faisait autrefois partie de l'Axe du Cap au Caire.

## Le pont Otto Beit (1939)

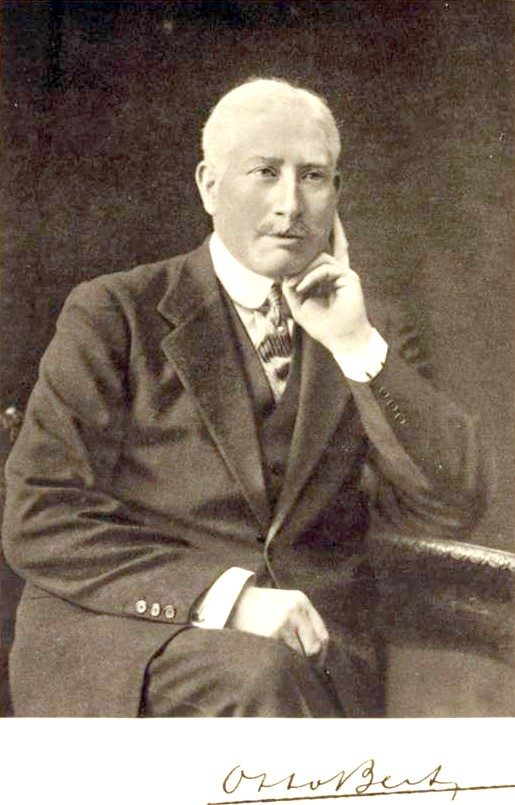
Otto Beit.

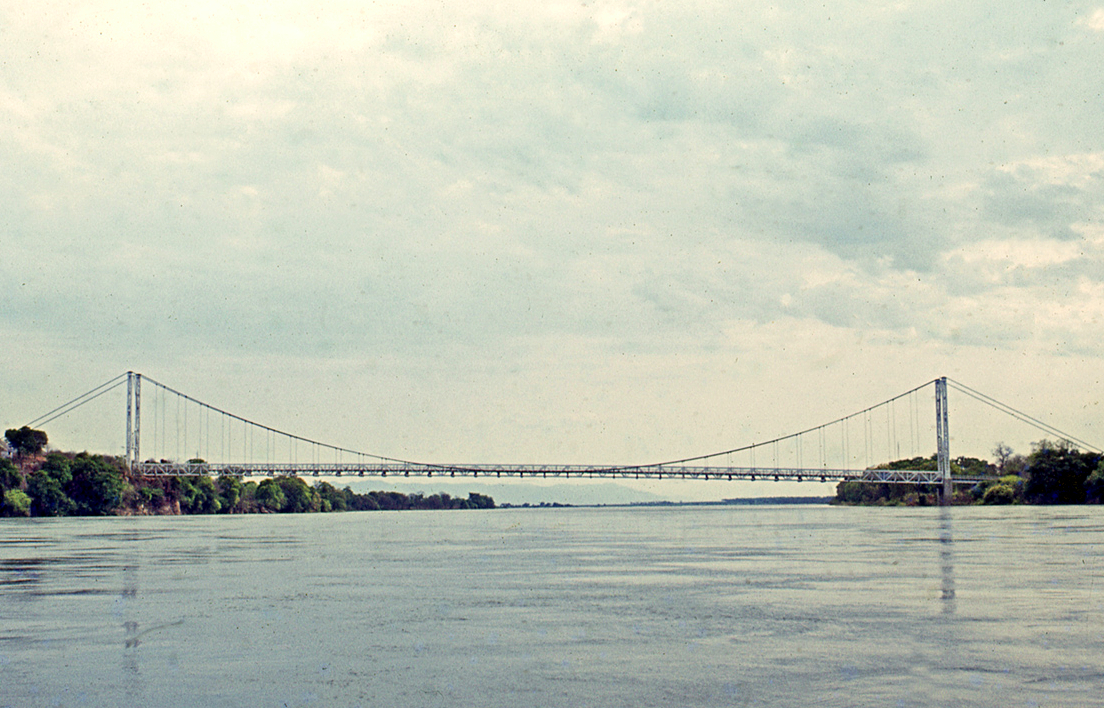
Le pont Otto Beit

Le premier pont de Chirundu, dénommé le pont Otto Beit, a été construit en 1938-1939 par la firme Dorman Long et a été financé par le Beit Trust, qui a financé la construction de nombreux ponts d'Afrique australe pendant la période coloniale, y compris le Beitbridge qui franchit  le Limpopo, le pont Kafue et le Pont de Luangwa. Le pont Otto Beit est le premier pont suspendu construit à l’aide de câbles parallèles en dehors des États-Unis. Il a une portée de 382 m (travée principale de 320 m). Il a été construit deux décennies avant le barrage de Kariba, ce qui a conduit les ingénieurs à tenir compte de la crue annuelle du Zambèze, désormais absorbée par le barrage, d'où la nécessité d'une travée unique (dont le second pont n'avait pas besoin). La construction a coûté 186 000 £ et le pont a été inauguré le 24 mai 1939 par Lady Lillian Beit, la veuve d'Otto Beit . 
Le pont Otto Beit est un pont à voie unique, avec une circulation alternée, ce qui produit une congestion. Par ailleurs, la maintenance des ponts suspendus en acier est conséquente. les câbles doivent être remplacés lorsqu'ils se corrodent, l'âge du pont impose également des restrictions aux charges qu'il peut supporter. En conséquence, la Zambie et le Zimbabwe sont tombés d'accord sur la nécessité d'un second pont.

## Deuxième pont de Chirundu (2002)

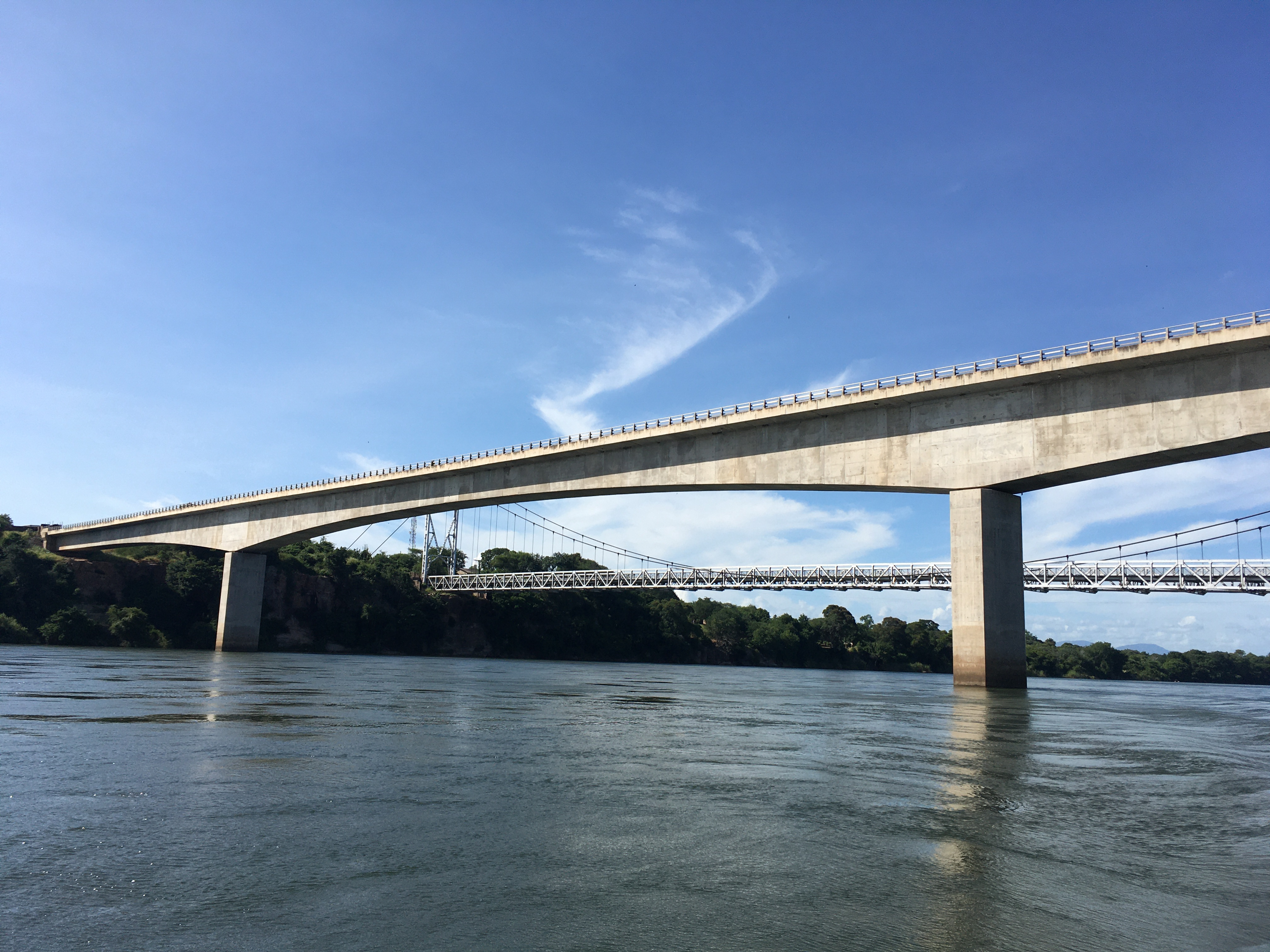
Les deux ponts de Chirundu (le plus récent au premier plan).

Le deuxième pont de Chirundu a été construit par la Kajima Corporation en 2000-2002 et a été ouvert le 12 décembre 2002. Il se trouve à 90 mètres en amont du pont Otto Beit. Il est desservi par les mêmes voies d'accès  et les mêmes zones de contrôle douanier. Il s'agit d'un pont en poutres-caisson en béton précontraint à deux voies et trois travées, d'une longueur de 400 mètres et d'une largeur de 10,3 mètres.